# دانشگاه ایالتی الیزابت سیتی
دانشگاه ایالتی الیزابت سیتی (ECSU) یک دانشگاه دولتی سیاهپوست تاریخی در شهر الیزابت، کارولینای شمالی است. این دانشگاه نزدیک به 2500 دانشجو را در 28 رشته کارشناسی و 4 رشته کارشناسی ارشد ثبت نام می‌کند و یکی از اعضای مدرسه صندوق کالج مارشال تورگود و سیستم دانشگاه کارولینای شمالی است.
این دانشگاه در منطقه تاریخی کالج معلمان ایالت الیزابت سیتی قرار دارد که در سال ۱۹۹۴ در فهرست ملی اماکن تاریخی فهرست شده‌است.